# The Lost City (2005)
The Lost City (bra: A Cidade Perdida; prt: Havana - Cidade Perdida) é um filme lançado em 2005, que marca a primeira direção e trilha sonora de Andy García, e o qurto filme em que trabalha como diretor. O filme retrata em tom crítico os governos de Fulgêncio Batista e Fidel Castro, utilizando-se da música como protagonista do filme.

## Produção
O filme foi rodado na República Dominicana. A trilha sonora original foi em parte executada pelo próprio Andy Garcia.

## Elenco
- Andy Garcia — Fico Fellove
- Inés Sastre — Aurora Fellove
- Tomas Milian — Don Federico Fellove
- Millie Perkins — Dona Cecilia Fellove
- Richard Bradford — Don Donoso Fellove
- Nestor Carbonell — Luis Fellove
- Enrique Murciano — Ricardo Fellove
- Dominik García-Lorido — Mercedes Fellove
- Dustin Hoffman — Meyer Lansky
- Bill Murray — The Writer